# Joachim Astel

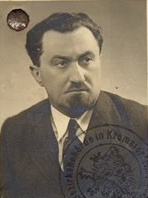
Joachim Astel

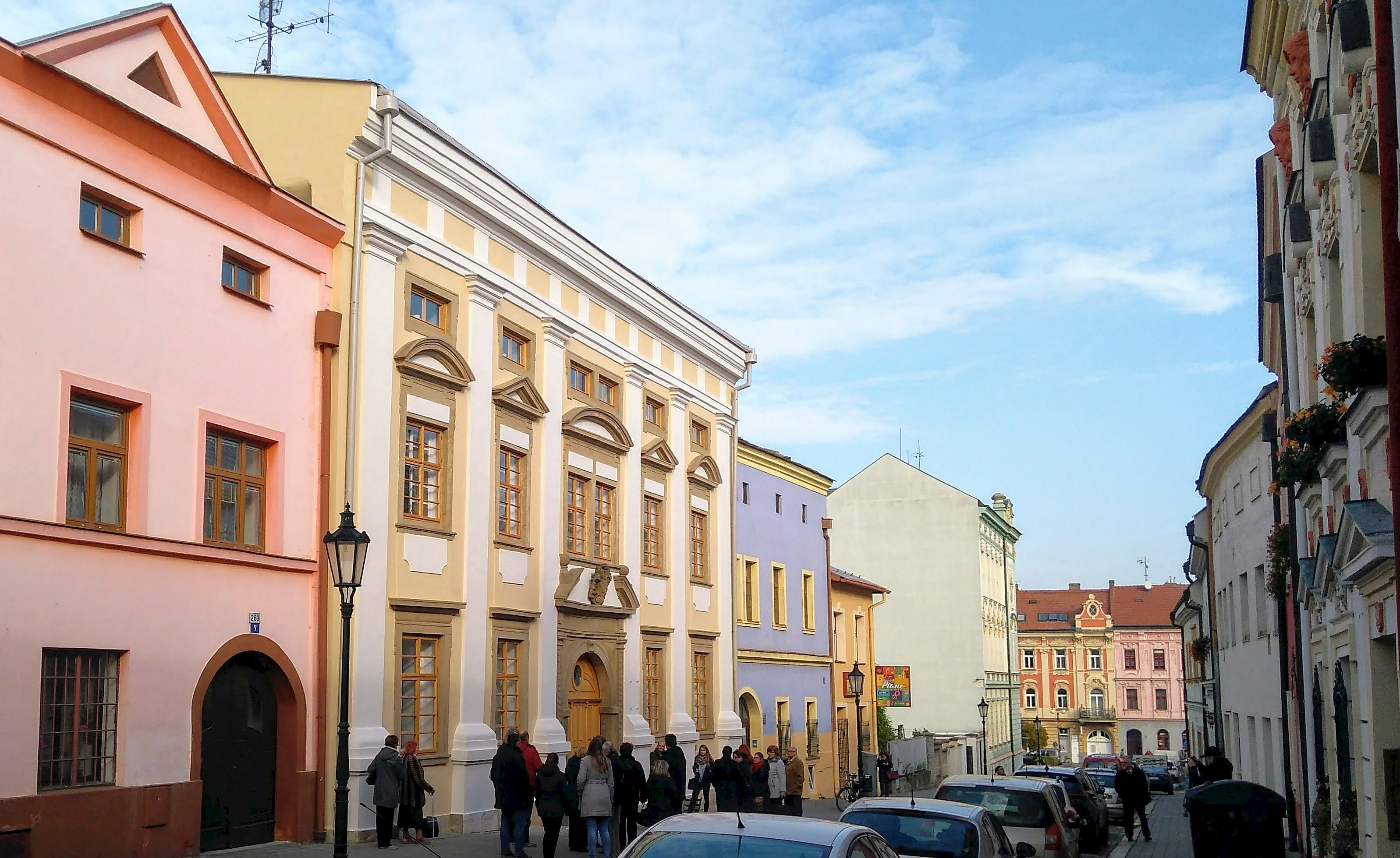
Jüdisches Rathaus Kroměříž, Wohnort der Familie Astel (aufgenommen am 6. November 2017, kurz vor der Steinverlegung)

Joachim Astel, auch Jáchym Astel,  (* 1. November 1901 Przemyśl; † 24. Juni 1942 KZ Auschwitz) war der letzte Rabbiner in Kroměříž (Ostmähren).

## Leben
Joachim Astel, der zum Rabbiner ausgebildet wurde, stammte aus dem polnischen Galizien. Seine Eltern waren Moses Astel und Miriam, geborene Goldberg; er konnte jedoch schnell die tschechische Sprache lernen. Er studierte in Oxford und interessierte sich für Mathematik und Chemie. Als Rabbiner wirkte Astel zuerst in Tachov (1931–1933), ab 1934 war er bis zu seiner Verhaftung Rabbiner in Kroměříž, in dieser Eigenschaft besuchte er jedoch – wie seine Vorgänger – regelmäßig auch die nahe Gemeinde Přerov, in der es keinen Rabbiner gab.
1942 wurde gegen Joachim Astel eine Anzeige erstattet, weil er Hühner züchten sollte, um sie für die Suppen zu schächten (was für Juden verboten war). Der Bürgermeister der Stadt, Hans Humplík, ordnete eine Hausdurchsuchung an, in der dies bestätigt wurde. Astel wurde verhaftet und nach Přerov überführt, wo er bei der Gestapo verhört und umgehend in das KZ Auschwitz deportiert wurde. Nur kurze Zeit nach seiner Ankunft starb Joachim Astel dort. Seine Familie hat von seinem Schicksal wohl nichts erfahren können, denn nur zwei Tage nach seinem Tod begannen in Kroměříž Transporte in das KZ Theresienstadt, mit denen seine Ehefrau und zwei Söhne deportiert wurden.
Die jüdische Gemeinde in Kroměříž, die 1322 zum ersten Mal erwähnt wurde, gehört zu den ältesten in Europa. Noch Ende des 19. Jahrhunderts zählte sie an die 800 Mitglieder und hatte während der Existenz der Gemeinde drei Synagogen; sie schrumpfte aber um 1930, als Astel dort Rabbiner wurde, auf weniger als 400. Die Angehörigen des jüdischen Ghettos wurden 1942 alle ins KZ Theresienstadt und dann in weitere Konzentrationslager deportiert, wo 259 Personen ermordet wurden.

## Stolperstein

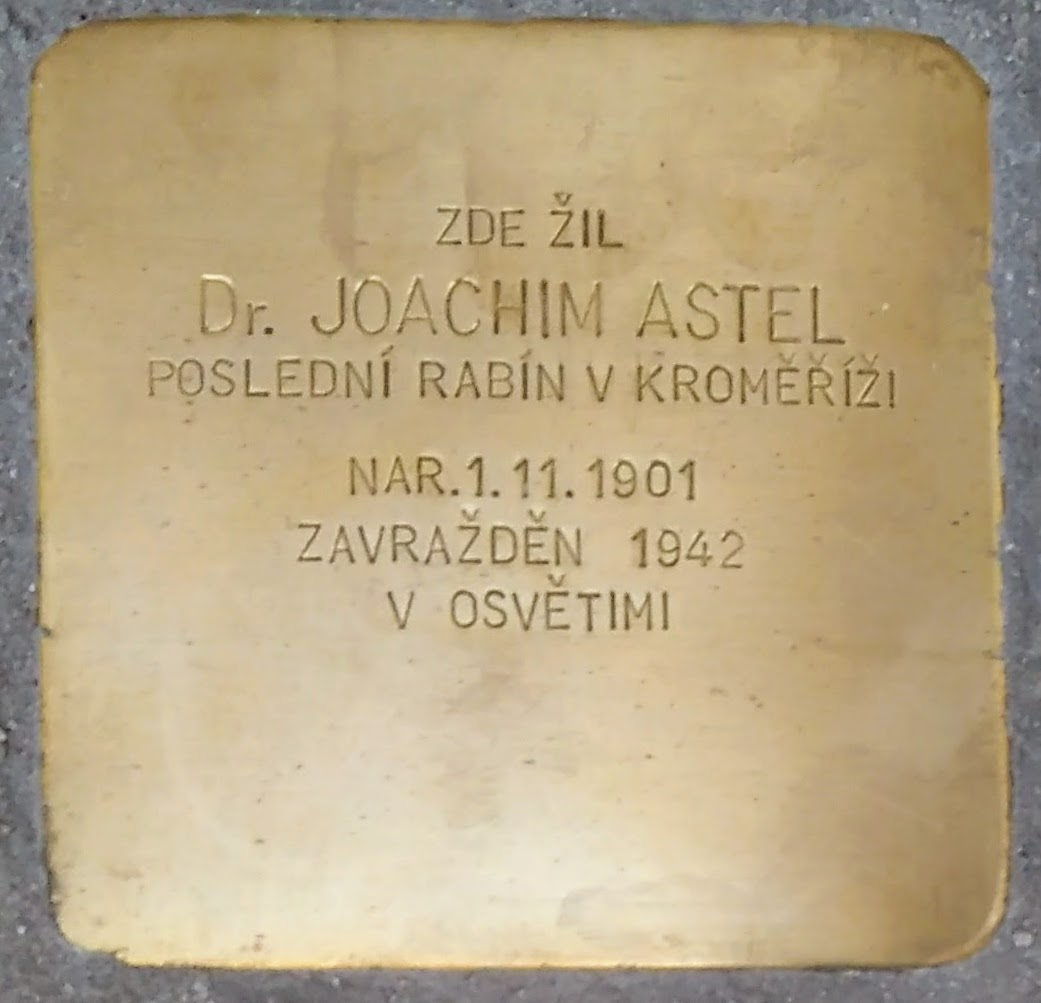
Stolperstein für Joachim Astel

Am 6. November 2017 wurde vor dem ehemaligen jüdischen Rathaus (Gemeindehaus) in Moravcova ulice 259, wo die Familie Astel wohnte, je ein Stolperstein für Joachim Astel sowie seine Ehefrau Frima Astelová und die Söhne Jonathan und Schmarjahu Astel verlegt, die ebenfalls in das KZ Auschwitz verschleppt und dort 1944 ermordet wurden. Der Stolperstein für Joachim Astel hat die folgende Inschrift (mit einer Übersetzung)
| ZDE ŽIL Dr. JOACHIM ASTEL POSLEDNÍ RABÍN V KROMĚŘÍŽI NAR. 1.11.1901 ZAVRAŽDĚN 1942 V OSVĚTIMI | HIER LEBTE Dr. JOACHIM ASTEL LETZTER RABBINER IN KREMSIER GEB. 1.11.1901 ERMORDET 1942 IN AUSCHWITZ |